# Louka u Litvínova
Pour les articles homonymes, voir Louka.
Louka u Litvínova (en allemand : Wiese) est une commune du district de Most, dans la région d'Ústí nad Labem, en Tchéquie. Sa population s'élevait à 689 habitants en 2021.

## Géographie
Louka u Litvínova se trouve à 10 km au nord de Most, à 31 km à l'ouest-sud-ouest d'Ústí nad Labem et à 81 km au nord-ouest de Prague.
La commune est limitée par Litvínov à l'ouest et au nord, par Lom à l'est, et par Mariánské Radčice à l'est et au sud.

## Histoire
La première mention écrite du village date de 1289.

## Galerie

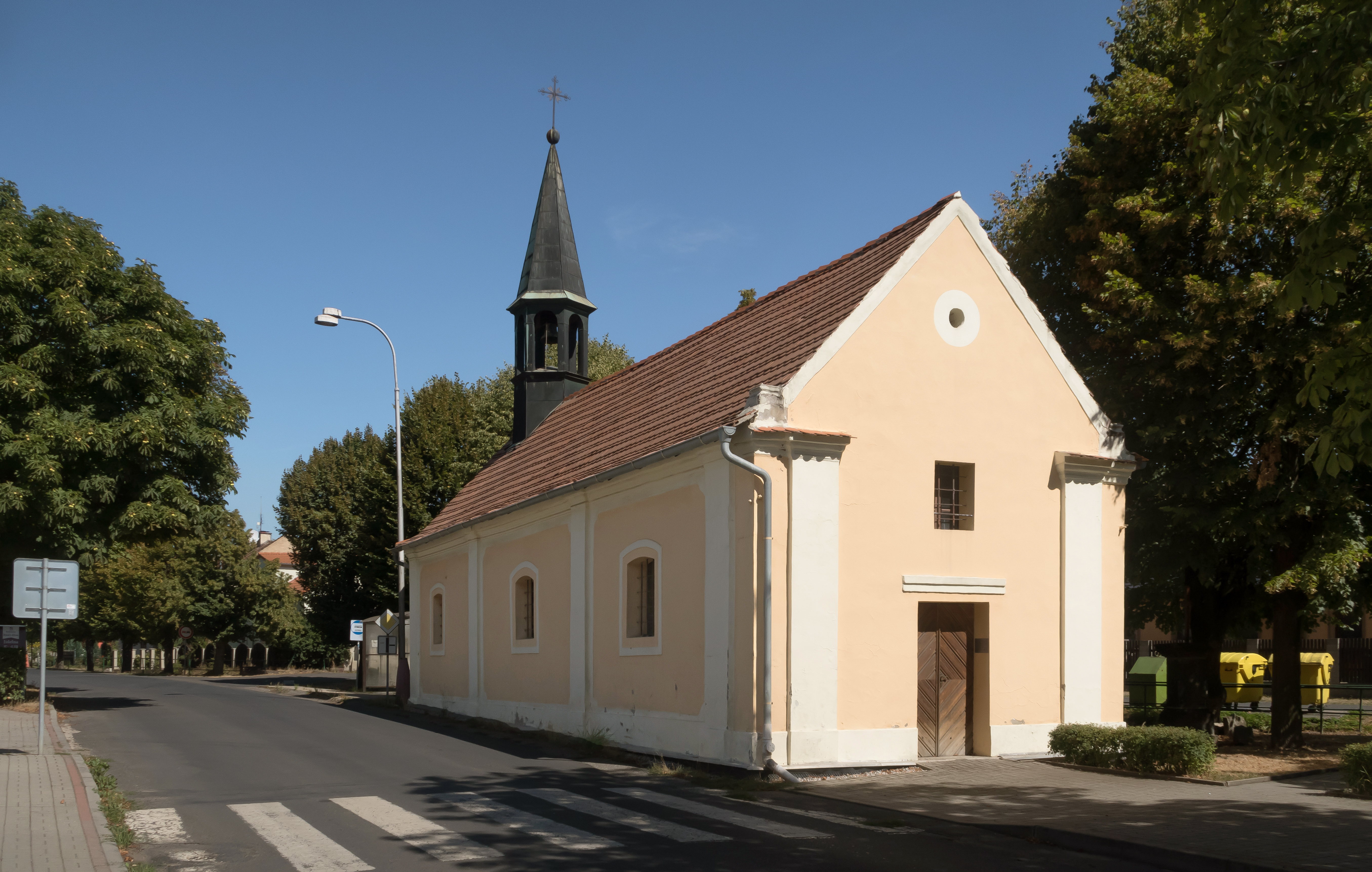
La chapelle Saint-Antoine de Padoue.

## Transports
Par la route, Louka u Litvínova se trouve à 16 km de Most, à 36 km d'Ústí nad Labem et à 99 km de Prague.